# Casolith
Casolith is een voormalig chemiebedrijf in Leeuwarden dat als een van de eerste Nederlandse bedrijven kunststoffen maakte uit zuivelproducten. De naam Casolith is een samentrekking van caseïne en galalith (Grieks voor melksteen).

## Oprichting en groei
De basis voor Casolith werd in 1920 gelegd, toen kaashandelaar Pier Jans Talsma (1887) de bedrijfsinboedel van het kort daarvoor opgerichte Scheepstra Caseïnewerken overnam. Het bedrijf startte dat jaar met de productie van galaliet uit caseïne voor de knopenindustrie in een leegstaand bedrijfspand aan Achter de Hoven. Talsma trok twee Oostenrijkse chemici aan voor de ontwikkeling van casolithplaten. De grondstof van het product, caseïne, was in het Leeuwarden van die tijd volop te koop, onder andere bij Frico en het naast de fabriek gevestigde Lijempf.
De naam van de industrie was eerst De Hollandse Caseïnewerken P.J. Talsma, in 1927 werd de naam veranderd in Hollandse Casolithwerken P.J. Talsma. In 1930 verandert de naam opnieuw in NV Hollandse Casolithwerken.
Het bedrijf groeide uit tot een belangrijke werkgever in Leeuwarden. De producten van Casolith vonden aftrek over de gehele wereld. De belangrijkste binnenlandse afnemer was NV Hollandsche Knoopenfabriek in Spakenburg, waarin het bedrijf ook een belang had. In de jaren vijftig van de twintigste eeuw werd voor de productie van knopen overgestapt op polyester als grondstof. Zodoende werd in 1961 een aarzelend begin gemaakt met de verkoop van polyesterhars en acrylaat.

## 2e generatie Talsma
Toen in 1953 Pier Talsma overleed, kreeg zijn zoon Jan de directe leiding over het bedrijf. Zijn zuster Eke werd commissaris bij het bedrijf. Jan Talsma was met name verantwoordelijk voor de ontwikkeling van gegoten acrylaatplaten, waarvoor in 1962 de merknaam Casocryl werd gedeponeerd. Dit product bood ruime toepassingen voor gebruik in sanitair, meubels, ruiten van voertuigen en gebouwen. In 1975 haalde Casolith de voorpagina van de landelijke pers vanwege de derde bedrijfsbezetting (na Enka in 1972 en Philips in 1974) in Nederland. Bij de bedrijfsbezetting bij Casolith werd Jan Talsma de toegang tot het bedrijf ontzegd terwijl de productie voortging. Talsma trok zich na een gerechtelijke procedure in 1978 ook terug als aandeelhouder en verkocht zijn belang aan de Noordelijke Ontwikkelings Maatschappij NOM.

## Vanaf 1978
In 1982 werd de kunsthoornproductie verkocht en ging het bedrijf alleen verder met acrylaatplaten. Het bedrijf was winstgevend en in 1986 besloot NOM zich gefaseerd terug te trekken uit het bedrijf. Een deel werd op de parellelmarkt ter beurze verhandeld, een deel kwam in bezit van het personeel. In 1987 nam het Franse CdF Chimie S.A. een meerderheidsbelang en de naam Casolith verdween 1991. Vanwege diverse fusies van CdF Chimie S.A., eerst met Elf Aquitaine en daarna met Rohm & Haas veranderde de naam uiteindelijk in Atohaas Nederland B.V. en de werkmaatschappij Atoglas B.V.

## Einde
In 2006 viel definitief het doek voor Casolith toen de productie in Leeuwarden werd gestaakt en de productie naar Frankrijk werd verplaatst. In de jaren daarna moest het fabrieksterrein grondig gesaneerd worden vanwege de bodemverontreiniging die werd aangetroffen.